# بني ورى (جابرية)
بني ورى هي إحدى مشيخات المملكة المغربية، تتبع جغرافيا لإقليم سيدي بنور وإداريًا لجابرية. يقدر عدد سكانها بـ 11670 نسمة حسب الإحصاء الرسمي للسكان والسكنى لسنة 2004.